# Cor van der Hooft
Cornelis Andries van der Hooft (Amsterdam, 2 december 1910 - Doorwerth, 18 april 1994) was een Nederlandse burgemeester.

## Leven en werk
Van der Hooft werd in 1910 in Amsterdam geboren als zoon van de werkman François Gerard van der Hooft en van Namkje Mietus. Van der Hooft was tijdens de Tweede Wereldoorlog grenscommies in Noord-Brabant. Hij raakte betrokken bij het verzet tegen de Duitse bezetters en maakte deel uit van de verzetsgroep van Johannes Post. Ook zorgde hij in de eerste oorlogsjaren voor de verspreiding van Trouw, een illegaal uitgegeven krant. Van der Hooft was commandant van de Landelijke Organisatie voor Hulp aan Onderduikers en de Landelijke Knokploegen in het westelijk deel van Noord-Brabant. Na de Tweede Wereldoorlog was hij chef van de politieke recherche van de Binnenlandse Strijdkrachten en belast met de opsporing van politieke verdachten. 
In 1949 werd Van der Hooft benoemd tot burgemeester van Willemstad, dat destijds een zelfstandige gemeente was in Noord-Brabant. In 1953 maakte hij aldaar en in zijn functie als burgemeester de watersnood mee. Als burgemeester waarschuwde hij al vroeg in de nacht dat de dijken bij Willemstad op doorbreken stonden. Zijn alarmerende berichten werden aanvankelijk genegeerd door de commissaris van de Koningin in Brabant Jan de Quay. In 1958 volgde zijn benoeming tot burgemeester van Waddinxveen in Zuid-Holland. Van der Hooft was lid van ARP, maar zegde in 1974 zijn lidmaatschap op nadat een tweetal gemeenteraadsleden van de ARP in Waddinxveen tegen een voorstel van het college van burgemeester en wethouders had gestemd. In 1975 beëindigde hij zijn carrière als burgemeester.
Van der Hooft trouwde op 13 oktober 1938 te Renkum met Jannetje Lourens. Hij overleed in april 1994 in zijn woonplaats Doorwerth op 83-jarige leeftijd.
- International Standard Name Identifier: 0000 0003 9554 837X
- Nederlandse Thesaurus van Auteursnamen: 069122237
- Virtual International Authority File: 290238761
- WorldCat: E39PBJd3RFVwwHPBHfg6M9g9Xd